# O Clube da Meia-noite
O Clube da Meia-Noite é uma série de televisão americana de suspense e terror criada por Mike Flanagan e Leah Fong, com Flanagan atuando como showrunner e produtor executivo junto com Trevor Macy. Uma adaptação do romance de mesmo nome de Christopher Pike, de 1994, juntamente com 27 outros livros do autor, a série segue oito pacientes de hospícios que se encontram a cada meia-noite para contar histórias assustadoras.
É estrelado por Iman Benson, Adia, Igby Rigney, Ruth Codd, Aya Furukawa, Annarah Shephard, William Chris Sumpter e Sauriyan Sapkota como os pacientes. Heather Langenkamp, Zach Gilford, Matt Biedel e Samantha Sloyan têm papéis recorrentes.
O Clube da Meia-Noite estreou na Netflix em 7 de outubro de 2022.
Devido ao desempenho ruim no ibope e questões contratuais, a Netflix cancelou a série após uma única temporada. Posteriormente, Flanagan criou um post em seu tumblr que respondia às perguntas deixadas em aberto no final da primeira temporada e comentou sobre os planos que tinha para a segunda temporada.

## Visão geral
Um grupo de oito jovens adultos com doenças terminais reside no hospício Brightcliffe Home, nos arredores de Seattle, administrado por um médico enigmático. Eles se encontram à meia-noite todas as noites para contar histórias assustadoras um para o outro. Eles têm um pacto de que o primeiro a sucumbir à sua doença é responsável por se comunicar com os outros do além-túmulo.

## Elenco

### Principal
- Iman Benson como Ilonka, uma adolescente com câncer de tireóide que se matricula no Brightcliffe Hospice na esperança de encontrar uma cura não convencional.
- Igby Rigney como Kevin, um membro do Clube da Meia-noite que tem leucemia terminal.
- Ruth Codd como Anya, colega de quarto de Ilonka com sotaque irlandês e membro do Clube da Meia-noite. Ela tem uma amputação da perna direita como resultado de um câncer ósseo e usa uma cadeira de rodas para se locomover.
- Annarah Cymone como Sandra, membro do Clube da Meia-noite que tem linfoma terminal e é uma cristã devota.
- Chris Sumpter como Spencer, um membro do Clube da Meia-noite que tem AIDS .
- Adia como Cheri, um membro do Clube da Meia-noite que tem pais ricos e é um mentiroso patológico .
- Aya Furukawa como Natsuki, um membro do Clube da Meia-noite que tem depressão e câncer de ovário terminal.
- Sauriyan Sapkota como Amesh, um membro do Clube da Meia-noite que tem glioblastoma e é a segunda mais nova chegada a Brightcliffe.
- Matt Biedel[4] como Tim, pai adotivo de Ilonka.
- Samantha Sloyan[4] como Shasta, uma mulher que vive em uma comuna próxima ao Brightcliffe Hospice.
- Zach Gilford[10][4] como Mark, um Enfermeiro do Brightcliffe Hospice.
- Heather Langenkamp como Dra. Georgina Stanton, a médica enigmática que administra o Brightcliffe Hospice.

### Recorrente
- Emilija Baranac como Katherine, namorada de Kevin.
- Daniel Diemer como Rhett, ex-amigo de Anya.
- Katie Parker como Aceso, fundadora da Paragon.
- Larsen Thompson como Julia Jayne, uma ex-paciente do Brightcliffe Hospice.
- Robert Longstreet como zelador no Brightcliffe Hospice.
- William B. Davis como Mirror Man, uma figura fantasmagórica nas visões de Ilonka.
- Patricia Drake como uma figura fantasmagórica nas visões de Ilonka.
- Crystal Balint como Maggie, a falecida mãe adotiva de Ilonka.
- Jenaya Ross como Tristan, residente acamado do Brightcliffe Hospice.
- Henry Thomas como Freedom Jack, um personagem da história Midnight Club de Natsuki.
- Alex Essoe como Poppy Corn, um personagem da história Midnight Club de Natsuki.
- Rahul Kohli[11] como Vincent, um personagem da história de Midnight Club de Amesh.
- Michael Trucco como Frederick, um personagem da história de Midnight Club de Amesh.

## Produção

### Desenvolvimento
Em maio de 2020, foi anunciado que uma adaptação do romance para jovens adultos de Christopher Pike, O Clube da Meia-noite, seria criada para a Netflix por Mike Flanagan e Leah Fong. Em entrevista ao IGN, Flanagan revelou que foi profundamente inspirado pela série de antologia de terror da Nickelodeon Clube do Terror . No lançamento da série em outubro de 2022, Flanagan confirmou que a série também adaptaria todos os "28 livros" de Pike, tendo lançado a série como " ' O Clube da Meia-Noite ' - mas as histórias que as crianças contam [entre si] serão outras. Christopher Pike books", planejando várias temporadas.

### Pré-produção
Flanagan confirmou o elenco em uma série de tweets no Twitter : Adia, Igby Rigney, Ruth Codd, Aya Furukawa, Annarah Shephard, William Chris Sumpter, Sauriyan Sapkota como o elenco titular e Heather Langenkamp como a médica que preside o hospício do terminal. doente. Zach Gilford e Matt Biedel, e os colaboradores recorrentes de Flanagan, Samantha Sloyan e Robert Longstreet, aparecem em papéis recorrentes. Em abril de 2021, Iman Benson, Larsen Thompson, William B. Davis, Crystal Balint e Patricia Drak se juntaram ao elenco.

### Filmando
O projeto começou a ser produzido em 15 de março de 2021, em Burnaby, British Columbia, e foi planejado para ser concluído em 8 de setembro de 2021, mas na verdade terminou a produção em 10 de setembro. Os dois primeiros episódios da série são dirigidos por Flanagan, e outros episódios da temporada foram dirigidos pelos diretores Axelle Carolyn, Emmanuel Osei-Kuffour, Michael Fimognari, Morgan Beggs e Viet Nguyen.

## Lançamento
The Midnight Club foi lançado na Netflix em 7 de outubro de 2022.

## Recepção
O site agregador de críticas Rotten Tomatoes relatou um índice de aprovação de 88% com uma classificação média de 7,4/10, com base em 51 críticas. O consenso dos críticos do site diz: "A sequência quente de histórias de terror sinceras de Mike Flanagan continua forte em O Clube da Meia-noite, um conto de adolescentes terminais contados com choques e alegria de viver". Metacritic, que usa uma média ponderada, atribuiu uma pontuação de 64 em 100 com base em 21 críticos, indicando "críticas geralmente favoráveis".
O primeiro episódio da série quebrou o Recorde Mundial do Guinness para os sustos mais roteirizados em um único episódio de televisão com 21 sustos.